# Maile Meloy
Pour les articles homonymes, voir Meloy.
Maile Meloy est une écrivaine américaine, née le 1er janvier 1972 à Helena, dans le Montana.

## Biographie
Élevée dans sa ville natale d'Helena, dans le Montana, Maile Meloy obtient en 1994 un baccalauréat de l'université Harvard, puis une maîtrise de l’université de Californie à Irvine.
Son premier recueil de nouvelles, Half in Love, paru en 2002, remporte l'année suivante le prix PEN/Malamud (en). Elle reçoit une bourse Guggenheim en 2004.
Plusieurs de ses nouvelles ont été publiées dans les pages du New Yorker . Elle contribue fréquemment au New York Times.
Elle vit à Los Angeles.

## Œuvre

### Romans

#### SérieThe Apothecary
- 2011 : The Apothecary
- 2013 : The Apprentices
- 2015 : The After-Room

#### Autres romans
- 2003 : Liars and Saints
- 2006 : A Family Daughter
- 2015 : Devotion, court roman
- 2017 : Do Not Become Alarmed

### Recueils de nouvelles
- 2002 : Half in Love
- 2009 : Both Ways Is the Only Way I Want It: Stories

### Publications dans la presse
- 2012 : Demeter, dans The New Yorker
- 2012 : The Proxy Marriage, dans The New Yorker

## Prix et distinctions
- Aga Khan Prize for Fiction 2001 (The Paris Review) pour Aqua Boulevard
- prix PEN/Malamud (en) 2003 pour Half in Love
- Bourse Guggenheim 2004
- Classement « Best Young American Novelists » 2007 de la revue Granta

## Adaptation de son œuvre
En 2015, le film Certaines Femmes (Certain Women) est adapté de trois de ses nouvelles : Tome et Native Sandstone issues du recueil Half in Love, et Travis, B issue de Both Ways Is the Only Way I Want It.
En 2016, une de ses nouvelles est lue dans la série radiophonique This American Life.